# William Hornaday
William Temple Hornaday, född 1 december 1854 i Plainfield i Indiana, död 6 mars 1937 i Stamford i Connecticut, var en amerikansk zoolog, konservator, författare och poet. Han anses vara den som upptäckte den amerikanska krokodilen. Hans arbete hade även avgörande betydelse för att rädda den amerikanska bisonoxen och den nordliga pälssälen från utrotning.
Hornaday var också en av dem som förändrade sättet att visa upp djur i djurparker. Istället för att visa upp djuren i burar med varje art för sig, lade han grunden för det han kallade "bioparker", där flera arter tillsammans visas upp i ett landskap som efterliknar deras naturliga levnadsmiljö. Gränsen mot åskådarna utgörs ofta av en vallgrav.
Under perioden 1896-1926 var Hornaday chef för Bronx Zoo och blev därigenom en av de högst ansvariga för det som senare kom att kallas "skandalen på zoo", när den kongolesiske pygmén Ota Benga år 1906 ställdes ut i parkens aphus. Efter protester stängdes utställningen efter två dagar.